# Francisco Javier Bermejo
```
     Bermejo
```

Nombre completo
Francisco Javier Bermejo Caballero
Fecha de nacimiento
09/03/1925 (98 años)
Lugar de nacimiento
Indonesia (Bali)
País de nacimiento
Indonesia
Demarcación
banquillo izquierdo
Altura
129 cm
Peso
167 kg
```
    =
```

## Clubes
| Atlético de Madrid | España | 1973 - 1981 | Castellón | España | 1982 - 1983 |